# Management sportif
 (janvier 2022).
Le management sportif est un terme regroupant la gestion de carrière des sportifs ainsi que la gestion d'événements ou d'image de marque au sein du monde sportif. Suivant l'entité qu'il représente, un agent de joueurs ou un autre spécialiste du management sportif est chargé de trouver des sportifs, des compétitions, des sponsors, de les mettre en relation, ainsi que de gérer les contrats et les relations avec la presse.

## Les agents
Parmi les spécialistes du management sportif, on trouve ceux qui sont traditionnellement appelés des « agents » (comme dans le show-business). Ils sont chargés de gérer les intérêts commerciaux de sportifs de haut-niveau et d'assurer leur promotion (trouver des compétitions et des sponsors, gérer les contrats, la relation avec la presse, etc.).

## Promouvoir un produit
Les spécialistes du management sportif sont parfois chargés d’assurer la promotion d’un équipement sportif ou d’une marque. Il leur faut alors trouver des sportifs et des évènements à sponsoriser, ou organiser des manifestations sportives, gérer les rendez-vous avec la presse, préparer des campagnes publicitaires, etc.

## Histoire

### 1970-1980
Horst Dassler fait d'Adidas le sponsor officiel des JO de 1972, l'avènement du sport business étant atteint aux JO de 1984 avec la privatisation des Jeux à la suite du refus de la municipalité de Los Angeles d'engager des fonds publics,.
Avec Paddy McNally, il impose la Coupe du monde de football de 1978 en Argentine où la junte militaire est alors au pouvoir : Dassler aide João Havelange, à la tête de la FIFA, à prendre le contrôle de la compétition, et obtient que le sponsor officiel Coca-Cola se porte caution en cas d'un éventuel déficit de l'épreuve, au grand soulagement de la junte militaire qui voit en cet événement retransmis en mondovision, l'occasion d'améliorer son image.

### 1980-1990
En 1983, l'homme d'affaires Horst Dassler crée International Sport and Leisure, entreprise pionnière dans le marketing sportif moderne qui obtient l'exclusivité des contrats de publicité liés aux grands événements sportifs, les grands sponsors comme Coca-Cola ou Kodak devant passer par elle.